# Sosnówka (Dobrogosty)
Sosnówka – przysiółek wsi Dobrogosty w Polsce położony w województwie mazowieckim, w powiecie mławskim, w gminie Dzierzgowo.
W latach 1975–1998 miejscowość administracyjnie należała do województwa ciechanowskiego.